# Canevino
Canevino (Canavén in dialetto oltrepadano) è una frazione di 108 abitanti di Colli Verdi, di cui costituisce un municipio. Si trova in provincia di Pavia, in Lombardia.
Si trova nell'alta collina dell'Oltrepò Pavese, presso le sorgenti dei torrenti Versa e Scuropasso. Fino al 31 dicembre 2018 ha costituito un comune autonomo, che confinava con i comuni di Alta Val Tidone (PC), Montecalvo Versiggia, Rocca de' Giorgi, Ruino e Volpara.

## Storia
Il più antico documento riguardante Canevino è dell'816. In esso Walperto ff. Leone abitante a Cannavino, zio di Lea moglie di Marino (o Martino), dona alla nipote quanto possiede nel territorio piacentino a Maurasco, Morasco frazione di Pecorara oggi Alta Val Tidone e a Lubarinci presso il torrente Tidoncello.
Canevino è noto fin dal luglio 929, quando vi avvenne il transito da Bobbio a Pavia dell'arca con il corpo di San Colombano, quando tutta la zona apparteneva al monastero bobbiese.
Passò probabilmente sotto il dominio pavese nel 1164, pur non essendo nominato nel relativo diploma (che elenca probabilmente solo i castelli, sedi di signorie locali). Nell'ambito di tale dominio, ebbero la supremazia i Sannazzaro, signori della valle Scuropasso, e nelle successive suddivisioni di tale famiglia rimase alla linea di Cigognola, luogo situato all'imbocco della vallata di cui Canevino è alla testata.

Territorio dell'ex comune di Canevino nella provincia di Pavia

Da allora Canevino rimase sempre una dipendenza di quel lontano feudo, nei successivi passaggi: dall'usurpazione dei Beccaria, alla concessione ai Visconti Scaramuzza, che tennero il feudo fino al XVIII secolo, quando passò per eredità ai D'Adda e infine ai Barbiano di Belgioioso, poco prima della fine del feudalesimo nel 1797.
Nel 1936 il comune fu soppresso e fuso con Ruino, formando il nuovo comune di Pometo; nel 1947 fu ricostituito.
Nel 2018 è stata decisa tramite referendum la fusione, a decorrere dal primo gennaio 2019, con i comuni di Ruino e Valverde per dare vita al nuovo comune di Colli Verdi.

Dal 1º gennaio 2019 Canevino, insieme con Ruino e Valverde, confluì nel nuovo comune di Colli Verdi, nato dalla fusione dei comuni.

Vecchio stemma comunale

### Simboli
Il comune di Canevino utilizzava uno stemma privo di riconoscimento ufficiale.

## Monumenti e luoghi d'interesse
- Chiesa parrocchiale di Nostra Signora Assunta (Sec. XV) a Canevino, di probabile origine romana, come indica l'epigrafe di una lapide funeraria scolpita in pietra locale situata al suo esterno, la chiesa fu elevata a parrocchiale ed intitolata all'Assunta, patrona del comune, nel 1692. Nel luglio 929, al passaggio del sacro corteo che accompagnava l'arca con il corpo di san Colombano per Canevino, un fanciullo muto acquistò il dono della parola. La scalinata di 133 gradini che porta alla chiesa, che riprende il tragitto compiuto dalle spoglie di san Colombano è denominata, a ricordo del fatto, "antico percorso di S. Colombano".

## Società

### Evoluzione demografica
Abitanti censiti

## Amministrazione
La sede comunale era situata nella località Caseo, situata più in basso rispetto a quella che dava il nome al comune (e oggi al municipio), che si trova in cima a un'alta collina.

### Comunità montane
Fino al 2009 faceva parte della fascia bassa della Comunità montana Oltrepò Pavese.